# 米国におけるリース
米国におけるLeasing（リース）とは、リース会社が、企業などが選択した機械設備等を購入し、その企業に対してその物件を比較的長期にわたり賃貸する取引をいう。近代的なリース取引は米国で発展したものであり、リース利用は米国において深く浸透しており、2004年には民間設備投資額の30％を占めるまでに成長している。
（このページでは米国におけるリース（金融業）について述べている。総論としてのリース（金融業）はリースを参照のこと。）

## 概要
会計上の定義は、Financial Accounting Standards Board(FASB)による米国会計基準SFAS No.13等によって定義されている。
但し、現在米国ではIFRS導入にあたり、FASBと国際会計基準審議会(IASB)が共同で会計基準の見直し協議を行っており、重点見直し項目の一つにIFRS IAS No.17（リース）が含まれている。2011年4月現在では、すでに見直し後の草案が完成しており、Finance LeaseとOperating Leaseの分類が廃止される等、大きな変更が予定されている為、今後の動向に注意が必要である。（現在検討されている最新リース会計基準については、リース#IFRS新リース会計基準についてを参照のこと。）

### リースの基本
リースはFinance Lease（ファイナンス・リース）契約とOperating Lease（オペレーティング・リース）契約に大別される。
ファイナンス・リースは文字通り設備機器導入を目的とした資金調達手段のひとつとして金融色が強い契約であり、"固定資産の所有に伴う利益と危険を実質的に移転する"ものをファイナンス・リースと呼ぶ。借手と貸手によりファイナンス・リースの呼び方が異なり、借手の観点からはファイナンス・リースのことをCapital Lease(キャピタル・リース)として扱い、貸手の観点からはファイナンス・リースを一定の条件でさらにSales-type Lease（セールス・タイプ・リース）、DirectFinance Lease（ダイレクト・ファイナンス・リース）、Leveraged Lease(レバレッジド・リース)、の3種類に分類し扱う。
一方、オペレーティング・リースは賃貸借色が強い契約であり、ファイナンス・リースの条件に当てはまらないものはすべて、オペレーティング・リースに分類されることになる。

## 会計上のリース分類
リースに関する会計上の処理に関しては、SFAS No.13，22，23，27，28，29，76，77，91，98により記述が見られる。米国会計基準でのファイナンス・リースとは、"固定資産の所有に伴う利益と危険を実質的に移転する"ものをファイナンス・リースといい、経済的実質を判断して分類することとなる。また、ファイナンス・リースの条件に当てはまらないものをオペレーティング・リースという。

### ファイナンス・リース（借手）
借手の観点からは、ファイナンス・リースのことをキャピタル・リースと呼ぶ。日本基準と比較すると、所有権移転か移転外かの区別がないもののファイナンス・リースとなる条件としてはほぼ同じものとなっている。以下の条件のうちいずれかにあてはまるものがキャピタル・リースとなる。
1. リース料総額の現在価値が、リース物件購入金額の90%以上である
2. リース期間がリース物件の経済的耐用年数の75%以上である
3. リース物件の所有権が借手に移転する条項がある
4. 割安購入選択権がついており、その利用が確実と認められる

### ファイナンス・リース（貸手）
貸手の観点から見た場合は、上述のキャピタル・リース条件のうちいずれかと、かつ以下の2条件の両方に当てはまるものがファイナンス・リースとなる。
- 借手からのリース料全額回収が合理的に予想できる
- 貸手側の損失になるような追加コストが発生する不確実性がないこと

また、貸手のファイナンス・リースはその内容から3つに分類される。
セールス・タイプ・リースメーカー及び商社が行うリース。米国での近代的リースはユナイテッド・シュー・マシナリー社が自社の製靴機械の販売ツールとしてリースを利用したことから発展しており、その後IBMやゼロックスが利用して普及したことから、機械設備販売会社が貸手となるリースが盛んであり、その為このような分類が存在する。メーカーや販売店としての利益、金融的部分の利益を含むリースである。
ダイレクト・ファイナンス・リースリース会社が行うリース。セールス・タイプ・リース、レバレッジド・リース以外のリースはすべてこのダイレクト・ファイナンス・リースに分類される。
レバレッジド・リースリースの当事者として、借手、貸手以外に長期信用供与者（long-term creditor）を含むリース形態。日本では殆どの場合リースといえば、リース会社が物件代金を全額出して購入し借手にリースするが、レバレッジド・リースの場合は第三者が物件代金の一部を出資する。これは投資減税制度（設備を購入すれば一定割合を上限として減税処置が受けられるというもの。出資者は減税効果が得られた。1986年に投資減税制度は廃止されている）を活かす為に発展したもの。現在、投資減税制度は廃止されているが、減価償却費計上による節税メリットは残っている。

### オペレーティング・リース
ファイナンス・リースの条件に当てはまらないもの全て。

## 会計上のリース処理

### ファイナンス・リース
日本基準でいうところの売買処理、原則処理を行う。リース資産・リース債務の額は、リース料総額の現在価値とリース会社の物件購入価額のいずれか少ない金額。支払リース料は元本相当額部分と利息相当額部分に分解して処理し、元本相当額部分をリース債務の返済額として、利息相当額部分を支払利息として処理する。元本相当額と利息相当額の区別は元利均等返済方式によって計算する。リース資産の減価償却方法は他の自己所有資産で採用しているものと合わせる必要があり、償却期間は、所有権が移転するリースの場合は物件耐用年数によって、移転しないリースの場合はリース期間となる。

### オペレーティング・リース
リース料を費用として計上する。リース資産の資産計上、リース債務の計上は行わない。また、リース料が不均等支払いである場合であっても、費用として計上するリース料は定額で処理する必要がある。